# Frankenthal (Saxònia)
Frankenthal és un municipi alemany que pertany a l'estat de Saxònia. Limita amb els municipis de Bretnig-Hauswalde, Großharthau, Rammenau, Bischofswerda, Großröhrsdorf, Pulsnitz i Stolpen.

## Població
| Any      | 1834 | 1871 | 1890 | 1910 | 1925 | 1939 | 1946 | 1964 | 1971 | … | 2007 |
| Població | 1056 | 1275 | 1416 | 1435 | 1438 | 1394 | 1544 | 1441 | 1368 |   | 1051 |

## Història
La ciutat es va establir al voltant del 1200 amb colons francs i és esmentada per primer cop el 1241 com a frontera amb l'Alta Lusàcia. Va formar part de la Lusàcia i va estar un temps sota el Regne de Bohèmia.